# 摩羅街
摩羅街（英語：Lascar Row）位於香港上環，位於皇后大道西與荷李活道之間，受樂古道分為摩羅上街（英語：Upper Lascar Row）和摩羅下街（英語：Lower Lascar Row），摩羅上街的東面連接樓梯街，是一條集中售賣古董的街。

## 名稱來源
香港開埠時，不少印度水手與士兵喜歡在此聚集擺賣貨品，當時香港人已把印度人稱為「嚤囉」，因此此街便稱為摩羅街。至於英文名，同樣與印度人有關。Lascar 源出[阿拉伯語]及[波斯語]Lashkar，原指虔誠軍、士兵、護衛，其後已引申為[亞洲]各地，尤其是印度海員的統稱。一說是由Musselmen簡化成Morra而稱為「嚤囉」。
此外，摩羅街亦稱'貓街'（[英文]：'Cat Street'），因為這裡有很多經營古董買賣的商店，也有不少「雜架攤」，坊間傳聞這裡有一些店家賣俗稱為『老鼠貨』的賊贓，所以都會叫那些買老鼠貨的人，像貓一樣，所以慢慢就叫作為『貓街』。

## 歷史
1840至1850年代，數十名印度人聚居在附近一帶當小商販，同時吸引大批的印度水手暫住，[駐港英軍]的印度士兵亦會到此購買印度商品，港英政府因此順勢將此地段拍賣，供印度人使用，建立現時的「摩羅下街」。政府在1849年的售地計劃中表明：「1849年11月27日拍賣官地，位於印度廟附近，作印度人聚居之用。」可見當時此處已建有印度教廟宇。
1860年代，廣東四邑地區因爭奪地方資源爆發嚴重土客衝突，死傷枕藉。當時原籍開平的香港富商譚三才（又名譚亞財）為支持新會鄉里打败客家人，憑著自己的人脉關係，暗中招募百多名曾經服役的印度士兵，配備新式洋槍，乘船到新會增援。其中有留居香港的家眷因頓失家庭經濟支柱，要求賠償安置，政府於是向譚三才追究，譚三才其後認罪賠償損失，並在摩羅街以南位置建設「摩羅上街」作為安置，自此原摩羅街便改稱為「摩羅下街」。
隨著時代發展，居住摩羅上、下街的印度人陸續遷居市區各處或離開香港，到20世紀初，該區只剩十多戶印度人。原來商舖亦由經營雜貨的華人進駐，以售賣字畫、古董等雜貨而聞名至今。二次大戰後，政府為改善交通，在摩羅上、下街之間開闢「樂古道」，取該區「愛好古玩者的樂園」之意。

## 街道文化
摩羅街自1920至30年代起，便已經是一個舊貨買賣市場。其所售賣的古董，除了昂貴的藝術品外，也有其他雜項貨品。包括古董電器、舊玩具、舊明信片與海報等等，是喜愛懷舊物品人士尋寶的好地方。由於摩羅街的歷史特色，香港旅遊發展局向海外遊客推介，指摩羅上街為售賣絲織品、刺繡、玉石及木製品的好地方。此外，摩羅街在旅遊刊物中亦有介紹，國際著名。因此，吸引不少中外遊客來參觀、購物及拍攝，也吸引過不少古董藝術店在此，及鄰近荷李活道開店，成行成市。

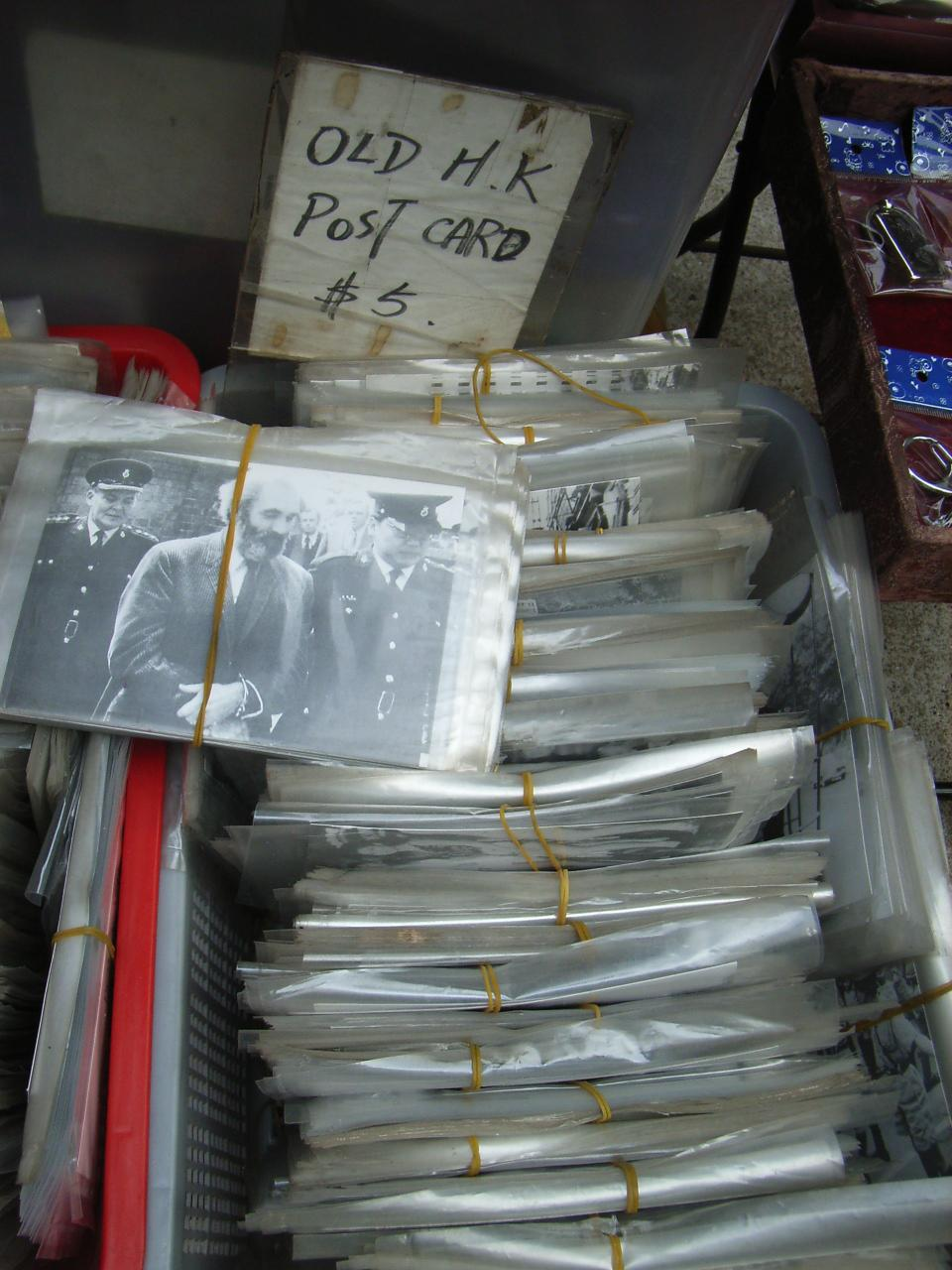
摩羅街的老照片
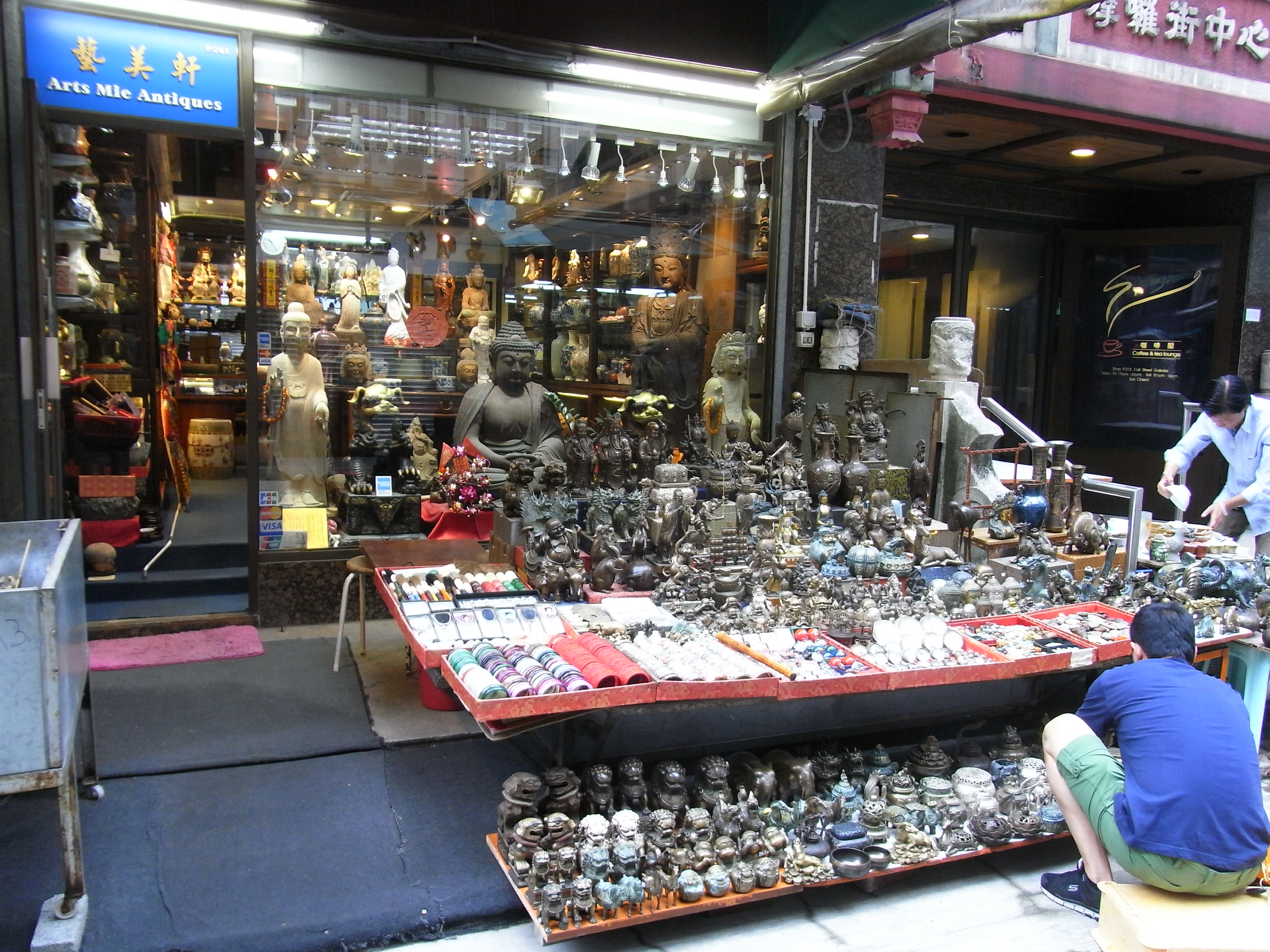
摩羅上街的商店
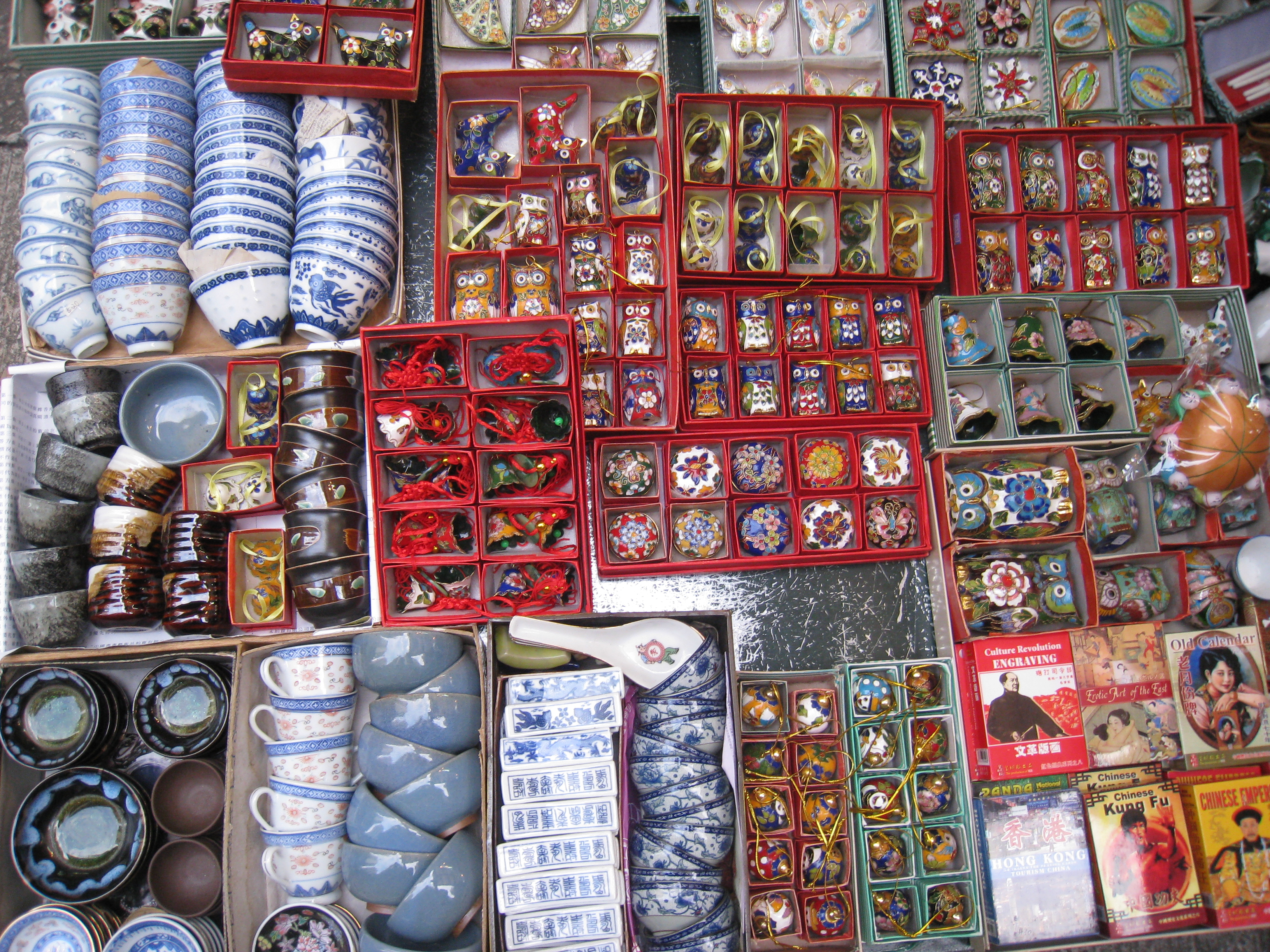
雜項貨品
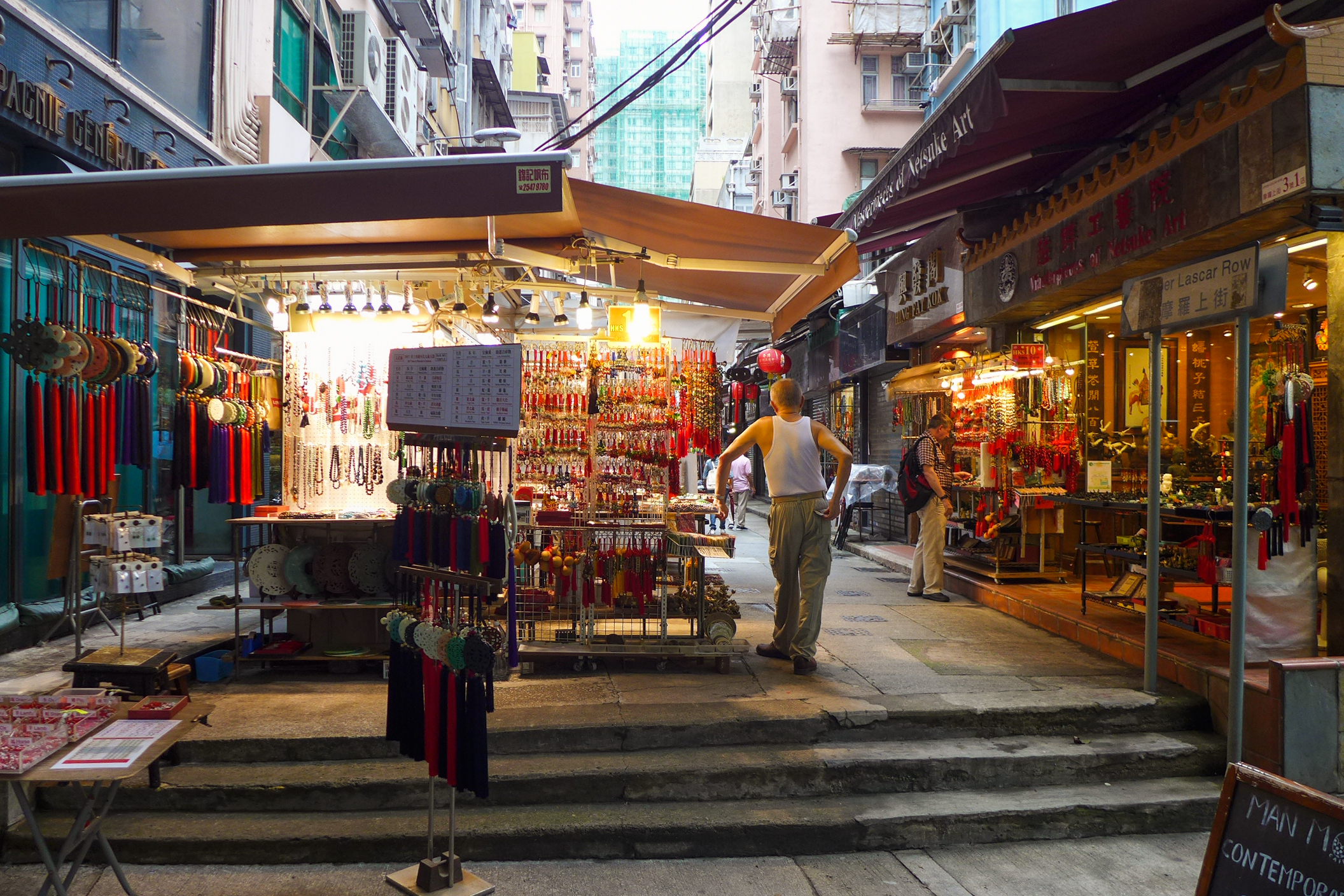
摩羅上街

## 摊档
这里的古董店主要以摊档为主，纸张、陶瓷、铜器、玉器、石器等各种材质，旧钟表、旧皮包、鸟笼、瓦当、钱币、旧钢笔、旧电话、米老鼠、芭比娃娃等各种小玩意，沾上点旧的边的物品应有尽有。这里大东西好东西不多，但花上半天时间寻觅到一个做工上佳的银盘或者小银勺、小银铃还是很容易的。那些产自国外的瓷器，质量也不错，集实用与装饰于一体，价钱不算太高，只是不成套。如果能经常去逛逛，说不定能凑齐。这样，虽然它们作为日用品已经退出了生活舞台，而作为家庭装饰，却有一种独特的趣味。
摩羅街以古董聞名，兩旁開設了許多出售古董物品的商店，如古代婚禮服飾、巨型瓷器花瓶、小巧的鼻煙壺、雕刻精美的玉器、罕見的古代錢幣和銅鏡等等，吸引不少人士慕名而來，選購。古董店以外，路上還有很多雜貨攤檔，舊式生產工具，如風扇、留聲機、衣車、上鏈手錶、舊書籍報章等，售價相當便宜，因而常常吸引喜歡懷舊風的朋友前來「尋寶」。摩羅街有著琳琅滿目的物品，瑣碎至鑰匙圈、襟章等特色紀念品，甚至連電器、傢俱等大型物品都可以找到。許多人把這裡當作是是尋找廉價紀念品的寶庫。

## 相關參見
- 摩羅差